# Џон Тејт
Џон Торенс Тејт Јуниор (енгл. John Torrence Tate Jr.; 13. март 1925 — 16. октобар 2019 ) био је амерички математичар. Залагао се за алгебарску теорему бројева, и за алгебарску геометрију. Освојио је Абелову награду 2010. године за допринос за рад на пољу Теорије бројева.

## Биографија
Џон Тејт рођен је у Минеаполису. Диплому из математике добио је на Харварду, а докторску димплому (докторат) добио је са Универзитета Принстона 1950. године, као студент Емил Артина. Тејт је предавао на Харварду 36 година пре него што се придружио Универзитету Тексас 1990. године. Године 2009. повукао се из Тексашког одељења за математику и након тога живео у Кембриџу са супругом Керол. Има три кћерке. Преминуо је 16. октобра 2019. године у Лексингтону, Масачусетс.